# Manuel Marcelino de Sousa Franco

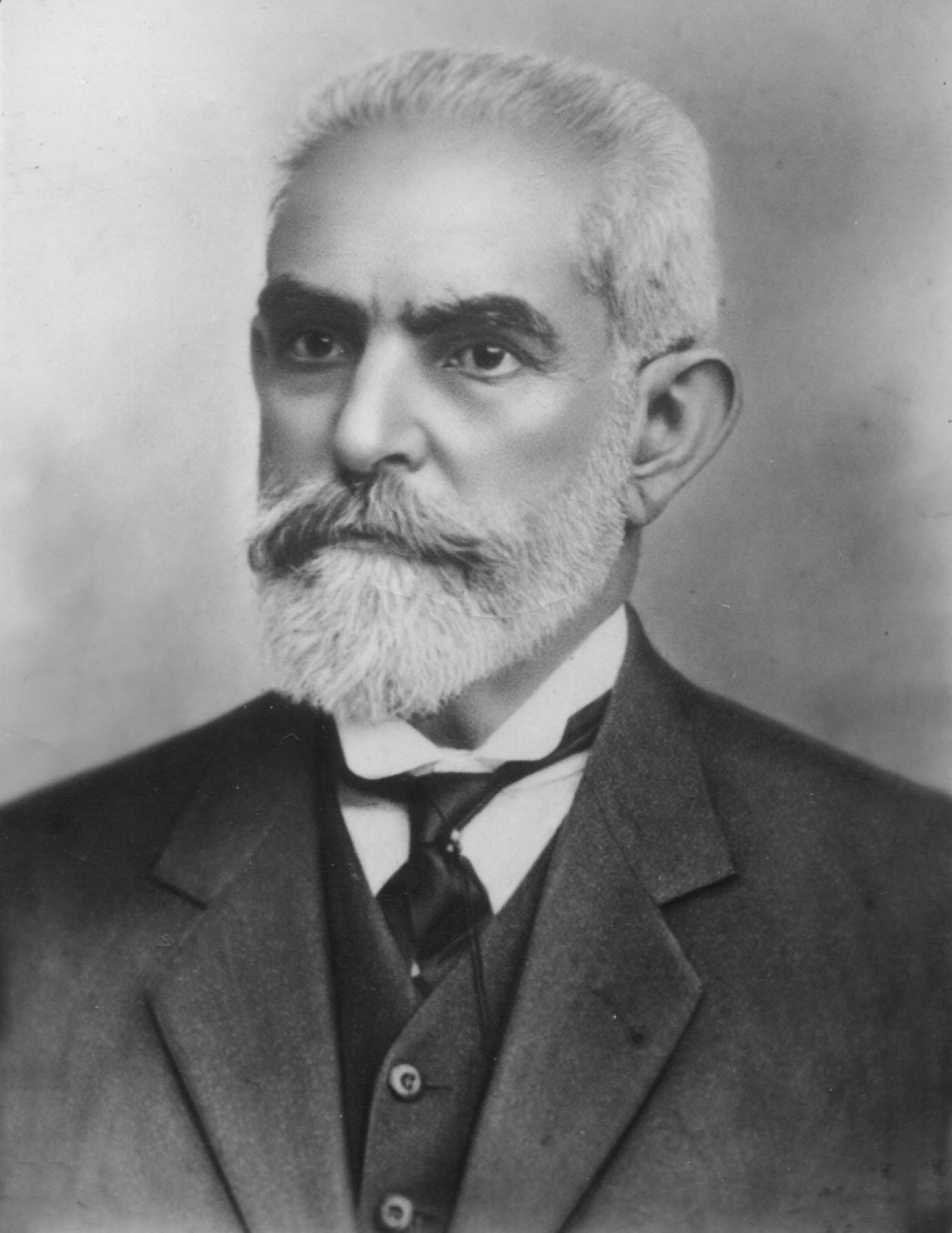
Maneco Dionísio

Manoel Marcelino de Sousa Franco, conhecido como Maneco Dionísio (Limeira, 2 de junho de 1851 — Avaré, 23 de maio de 1930), foi um político, jornalista, pioneiro, pesquisador, memorialista e religioso. Estabeleceu-se em Avaré, então denominada Rio Novo, em 1864.
O pai de Maneco, Dionísio José Franco, veio com a comitiva do major Vitoriano de Souza Rocha, o fundador de Avaré. Em 1864, com a mulher Gertrudes de Freitas e os filhos José, Manoel, João e Sebastião, Dionísio instala-se na Rua Sete de Setembro (atual Rua São Paulo) no centro do povoado, quando existiam apenas dez casas habitadas.
Mestre-escola, Maneco inicia a sua extraordinária carreira ainda adolescente. Em 1867, integra a Junta Administrativa do Patrimônio de Nossa Senhora das Dores do Rio Novo. Em 1875 com muita luta conseguiu a instalação da Vila e assume a função de primeiro diretor da Câmara de Vereadores.
Funda o primeiro jornal em 1888 – O Rio Novense – em cujas páginas defende a mudança do traçado da estrada de ferro, que originalmente foi projetada para passar longe do Rio Novo (antigo nome de Avaré). Convence as autoridades provinciais a alterar o projeto e assim Avaré cresce com a chegada (31 de março de 1895) da ferrovia.
Como católico fervoroso e monarquista convicto funda e dirige a primeira instituição cultural de Avaré, o Gabinete de Leitura. Em 1891 é expulso da cidade pelos republicanos. Entretanto, em sua volta teve recepção triunfal e merecida.
Pesquisando sobre as origens de Avaré e de Itaí, publica livro sobre o carvão de pedra, onde fala sobre a existência de jazidas carboníferas na região. Seu nome figura entre os dos fundadores do Instituto Histórico e Geográfico de São Paulo. Culto e estudioso trabalha como tabelião e advogado, mas é eleito por vários anos seguidos provedor das Irmandades de Nossa Senhora das Dores e de São Benedito.
Recebeu o título de Alferes como integrante da Guarda Nacional.
Em 2002, a Câmara Municipal de Avaré criou a Medalha do Mérito Legislativo “Maneco Dionísio”.
Fundador da primeira Conferência Vicentina de Avaré em 1897, Maneco, três anos depois, viaja pela Europa e, em Roma, é recebido pelo Papa Leão XIII.
Agricultor, em 1904 é convidado a dirigir o Banco de Custeio Rural de Avaré. Colabora na fundação do Hospital São Vicente de Paulo, para onde pede e recebe o apoio das Irmãzinhas da Imaculada Conceição. Nessa época encontra-se com a fundadora da congregação, Madre Paulina, a primeira Santa do Brasil.
Maneco Dionísio morre em Avaré, aos 79 anos, no dia 23 de maio de 1930, depois de uma trajetória de muitas lutas.